# 荻
荻是禾本科植物，多年生無性繁殖的水陸兩生植物，莖部含有大量纖維，「荻漿」（amur silver grass pulp）是荻莖做成的造紙的材料。中國長江蓄洪湖區有大量繁殖。
白居易的长诗《琵琶行》中描写秋景的诗句“枫叶荻花秋瑟瑟”反映出这种植物的花期是在秋季，其独特的、随着秋风飘动的花序形态象征秋天的真正来临。

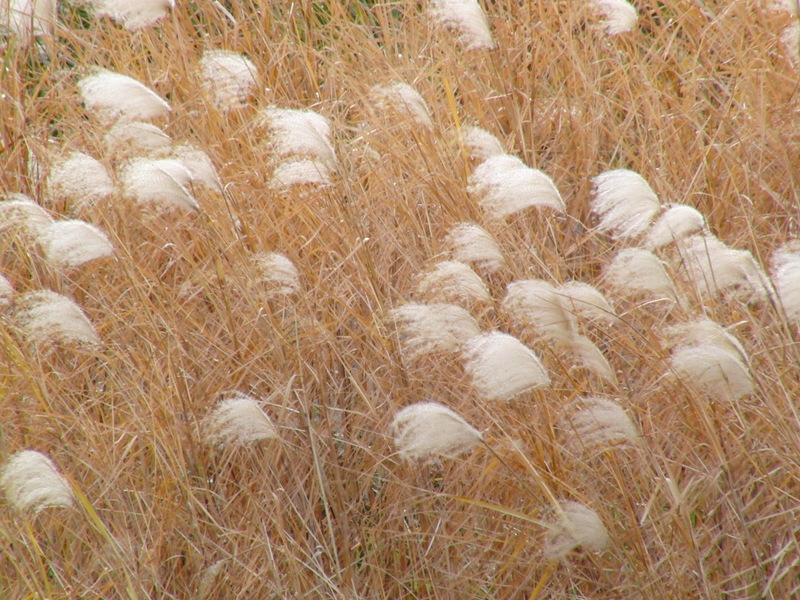
秋天的荻花

## 延伸阅读
[在维基数据编辑]
 《欽定古今圖書集成·博物彙編·草木典·荻部》，出自陈梦雷《古今圖書集成》